# Літчфілд Тауншип (округ Бредфорд, Пенсільванія)
Літчфілд Тауншип (англ. Litchfield Township) — селище (англ. township) в США, в окрузі Бредфорд штату Пенсільванія. Населення — 1273 особи (2020).

## Демографія
Згідно з переписом 2010 року, у селищі мешкало 1320 осіб у 518 домогосподарствах у складі 397 родин. Було 586 помешкань
Расовий склад населення:
| - 96,8 % — білих - 0,8 % — чорних або афроамериканців - 0,3 % — корінних американців - 0,2 % — азіатів |

До двох чи більше рас належало 1,8 %. Частка іспаномовних становила 1,4 % від усіх жителів.
За віковим діапазоном населення розподілялося таким чином: 21,2 % — особи молодші 18 років, 63,0 % — особи у віці 18—64 років, 15,8 % — особи у віці 65 років та старші. Медіана віку мешканця становила 45,5 року. На 100 осіб жіночої статі у селищі припадало 106,6 чоловіків;  на 100 жінок у віці від 18 років та старших — 107,2 чоловіків також старших 18 років.
Середній дохід на одне домашнє господарство  становив 65 210 доларів США (медіана — 57 898), а середній дохід на одну сім'ю — 70 575 доларів (медіана — 60 179). Медіана доходів становила 40 809 доларів для чоловіків та 35 333 долари для жінок. За межею бідності перебувало 6,1 % осіб, у тому числі 5,8 % дітей у віці до 18 років та 0,8 % осіб у віці 65 років та старших.
Цивільне працевлаштоване населення становило 621 особа. Основні галузі зайнятості: виробництво — 26,6 %, освіта, охорона здоров'я та соціальна допомога — 18,8 %, мистецтво, розваги та відпочинок — 11,4 %, роздрібна торгівля — 10,6 %.